# Хамилтон Рикард
Хамилтон Рикард (12. јануар 1974) бивши је колумбијски фудбалер.

## Репрезентација
За репрезентацију Колумбије дебитовао је 1995. године, наступао и на Светском првенству 1998. године. За национални тим одиграо је 27 утакмица и постигао 5 голова.

## Статистика
| Колумбија | Колумбија | Колумбија |
| Год.      | Ута.      | Гол.      |
| --------- | --------- | --------- |
| 1995      | 3         | 1         |
| 1996      | 1         | 0         |
| 1997      | 13        | 3         |
| 1998      | 2         | 0         |
| 1999      | 6         | 1         |
| 2000      | 2         | 0         |
| Укупно    | 27        | 5         |